# Paulina Mateus Nkunda
Paulina Mateus Nkunda (Muidumbe, 1952 - 12 de outubro de 2013) foi uma ativista moçambicana, veterana da guerra de independência e política que ocupou cargos nos escalões mais altos da Frente de Libertação de Moçambique (FRELIMO).

## Biografia
Paulina nasceu no distrito de Muidumbe, província de Cabo Delgado, em 1952. Ela ingressou na FRELIMO em 1964 e subsequentemente foi uma das fundadoras do Destacamento Feminino, o órgão das forças armadas da FRELIMO que fornecia educação e treino militar para mulheres, onde ocupou a posição de major. 
Em Julho de 1968, participou no segundo congresso da FRELIMO, realizado em Matchedje, Niassa e em 1974,  ajudou a iniciar campanhas militares na Zambézia e chefiou um grupo de guerrilheiros que treinou as primeiras mulheres soldados no distrito de Milange.
Após a independência, Paulina esteve envolvida em várias funções relacionadas com a igualdade e educação das mulheres. Após o fim da guerra civil, de 1996 a 2011, foi secretária-geral da Organização da Mulher Moçambicana (OMM).
Entre 2006 e 2012, serviu na Comissão Política da FRELIMO, o órgão máximo do partido.
Foi eleita para a Comissão Permanente da Assembleia da República de Moçambique em 2010, exercendo funções até ao seu falecimento em 2013. 